# Gyrth Godwinson

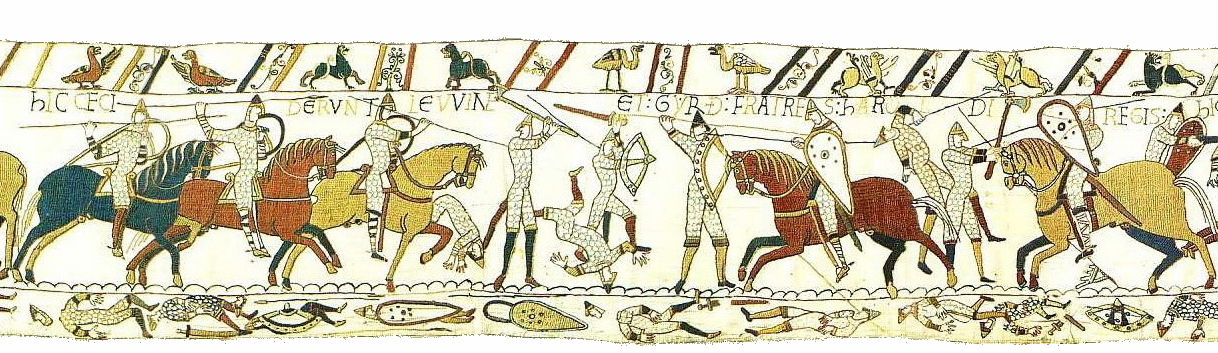
La muerte de Gyrth y su hermano en la batalla de Hastings, escena 52 del Tapiz de Bayeux.
HIC CECIDERUNT LEWINE ET GYRD FRATRES HAROLDI REGIS
(Aquí han caído muertos Leofwine y Gyrth, hermanos del rey Haroldo).

Gyrth Godwinson (c. 1032 [1]–14 de octubre de 1066) fue el cuarto hijo del conde Godwin de Wessex y hermano menor de Haroldo II de Inglaterra. Se exilia con su hermano mayor Svend a Flandes en 1051, pero a diferencia de su hermano consiguió regresar con el resto del clan al año siguiente. Junto con sus hermanos Haroldo y Tostig, Gyrth estuvo presente en el lecho de muerte de su padre.
Tras la muerte de Godwin, sus hijos lograron conservar su control sobre Inglaterra. Haroldo heredó el condado de Wessex y se convirtió en el hombre más poderoso después del rey. Gyrth recibió los condados de Anglia oriental, Cambridgeshire y Oxfordshire entre 1055 y 1057. Su hermano Leofwine fue designado conde de Kent, Essex, Middlesex, Hertford, Surrey y probablemente de Buckinghamshire.  Los Godwinson llegaron a controlar todo el este de Inglaterra.
Según Orderico Vital y Guillermo de Malmesbury, intentó (en vano) evitar que Haroldo se enfrentara a Guillermo el Conquistador, pidiéndole conducir en su lugar a las tropas inglesas e instándole a no romper el juramento que Haroldo supuestamente le había hecho a Guillermo de respetar la reclamación del normando al trono de Inglaterra. Haroldo, sin embargo, ignoró el consejo de su hermano. Gyrth luchó y murió en la batalla de Hastings junto a sus hermanos Haroldo y Leofwine.